# Train Kept A-Rollin'
Train Kept a-Rollin' est une chanson de rhythm and blues, écrite par Tiny Bradshaw, Howard Kay et Lois Mann (USA), interprétée et enregistrée par Tiny Bradshaw en 1951. Par la suite, une version rockabilly est enregistrée par Johnny Burnette and the Rock and Roll Trio en 1956.
Elle est reprise depuis par de nombreux groupes, notamment The Yardbirds (où elle apparaît parfois sous le titre Stroll On), Led Zeppelin (qui cependant ne l'enregistra jamais), Sugarloaf (instrumental), Jeff Beck, Aerosmith (sur leur album Get Your Wings), Motörhead (sur leur album Motörhead), les Dogs (sur leur album Too Much Class for the Neighbourhood), The Stray Cats et Metallica lors de leur intronisation en 2009 au Rock and Roll Hall of Fame.
La version Johnny Burnette est sélectionnée par le Rock and Roll Hall of Fame, en 1995, comme l'une des « 500 chansons qui ont façonné le rock 'n' roll ».